# Municipio de Ébano

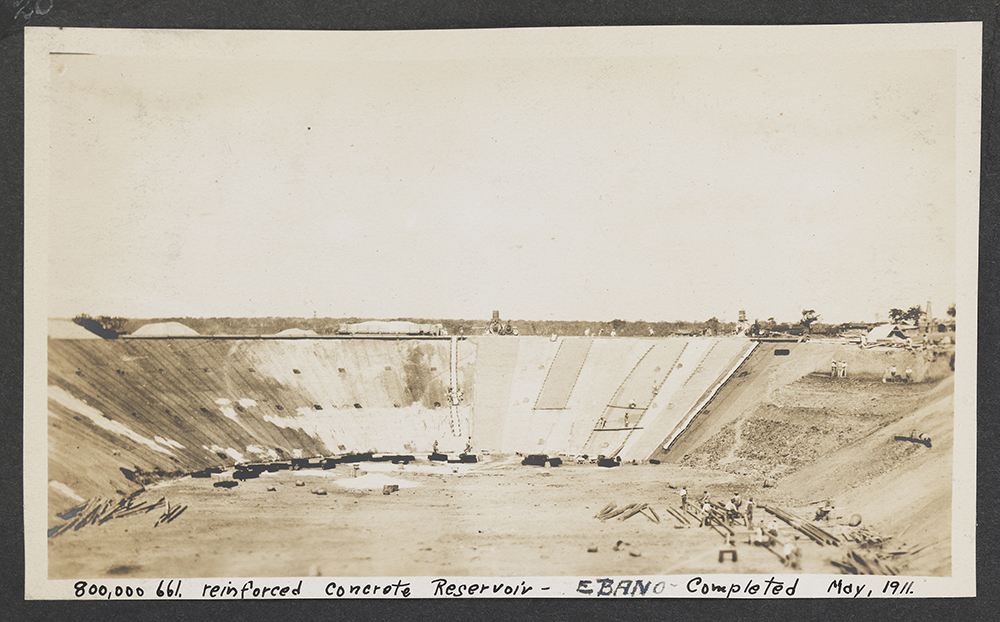

Ébano es uno de los 59 municipios del Estado mexicano de San Luis Potosí localizado en el extremo este del estado en la región Huasteca.

## Orígenes del nombre
Se cuenta que en medio del paraje de la huasteca, en el que no existía ningún punto de referencia, al pie de las vías del ferrocarril donde descendían los trabajadores para ir a trabajar a los pozos petroleros recién descubiertos por el magnate norteamericano Edward L. Doheny, había crecido un enorme árbol de Ébano donde los obreros se protegían del sol mientras esperaban la llegada del tren de Valles para regresar a Tampico, o a que llegara el armón (pequeño carrito que corría sobre rieles impulsado por un motor de gasolina de pocos caballos de fuerza y que iba del campo petrolero a las vías del ferrocarril a por los obreros y materiales de trabajo) para llevarlos a su centro de trabajo a unos 5 km de distancia.
La temperatura promedio al año en este municipio es de 38 °C, motivo por el cual los trabajadores que llegaban en el tren que venía de paso de Tampico a Valles pedían al maquinista que los bajara "en el ébano", de allí de manera coloquial e inconsciente se le fue dando ese nombre a este lugar donde subían y bajaban los trabajadores del tren. Alguna señora puso al pie de la espesa sombra de aquel árbol un comal, su brasero y alguna banca para ofrecer comida y bebidas a los trabajadores que allí esperaban su transporte, por lo que ese árbol de ébano se convirtió en el único punto común de referencia en medio del monte.
Posteriormente, cuando las necesidades de movilidad y transporte de materiales, herramientas, máquinas y mercancías creció junto con la población, se construyó una pequeña estación de ferrocarril y desde entonces empezó a aparecer en los documentos formales del ferrocarril el nombre de El Ébano como una parada oficial del tren.
La importancia de aquella estación era tal que la colonia donde se ubica lleva hasta la actualidad el nombre de "La Estación", debido a que en aquella época no existía ninguna comunicación por carretera ni a Tampico ni a Ciudad Valles, las dos poblaciones importantes más cercanas. Toda la comunicación con el primer campo petrolero mexicano era por medio del tren.
En 1973, los trabajadores del taller de carpintería de la zona industrial de Petróleos Mexicanos del municipio de Ébano obsequiaron al Presidente de la República, Luis Echeverría Álvarez, con un enorme escritorio que era en sí mismo una auténtica obra de arte. Estaba elaborado con esta madera preciosa y mostraba en su superficie un paisaje de los campos petroleros labrado mediante la técnica de repujado y empalillado.

## Datos monográficos
Denominación:
Ébano, con referencia a un árbol de esta especie que se encontraba en la "parada" del Ferrocarril Central San Luis – Tampico  inaugurado en 1890.
Localización:
El municipio se encuentra en la región huasteca, la cabecera municipal tiene las siguientes coordenadas: 98° 23’ longitud W. y 22° 13’ latitud N. Con una altura sobre el nivel del mar de 50 m. Sus límites son: al norte, al este y al sur con el Estado de Veracruz, al oeste con el municipio de Tamuín.
Extensión:
De acuerdo a los datos proporcionados por el INEGI en el año 2000, la superficie total del Municipio es de 694,68 km² y representa el 1,15% del territorio estatal.
Orografía:
El municipio está ubicado en la llanura costera del Golfo, con pendientes que van de suaves a planas, sin plegamientos orográficos de importancia, solamente 3 montículos: Cerro de la Dicha, Cerro de la Pez y Cerro de Auza.
Hidrografía:
El río Pánuco pasa por el extremo sur del municipio, donde recibe el nombre de río Oviedo. Al norte se encuentra una pequeña porción del río Tamesí, que a su paso por Ébano recibe el nombre de río Jopoy. Al sur de la cabecera municipal existen varias lagunas cuyos nombres son: Laguna Chica, De la Pez, Chanjoy, Laguna Seca y Laguna de Plan de Iguala.
Clima:
Está comprendido en la zona térmica Cw (templado con lluvias en verano), pero generalmente el clima es cálido subhúmedo con lluvias en verano. Su temperatura media anual es de 24,8 °C, las precipitaciones de 1150 mm y la temporada de lluvias ocurre en los meses de mayo a octubre. La sequía es de noviembre a mayo, la temporada cálida de abril a septiembre y el periodo de frío de octubre a marzo.
Flora:
Selva baja caducifolia. Predominan los pastizales cultivados, como: zacate estrella africana, guinea, pangola y búfell.
Fauna:
Víboras de cascabel, conejos, liebres, tlacuaches, armadillos, cotorros, garzas, tordos, colibríes, venados, coyotes y gato montés.
Uso del suelo:
Se utiliza en la ganadería y agricultura. Existen grades extensiones de tierra de riego, sin embargo este sistema resulta costoso.
Grupos étnicos:
Los más numerosos se encuentran en el poblado ejidal Ponciano Arriaga y aún conservan gran parte de su cultura ancestral. Los idiomas más usados son el Tének y Náhuatl. El censo reporta 3515 personas.
Número de habitantes:
El Censo del año 2000 contempla un total de 39 687 habitantes con una densidad de 105,83 habitantes por km² y una tasa de crecimiento de 0,35, por lo que probablemente en el año 2009 Ébano ya rebasaba los 40 000 habitantes.
Comunicaciones:
Población bien comunicada, cuenta con medios de tecnología punta. Además, la carretera 70 que une poblaciones importantes como Tampico, Pánuco y Cd. Valles también cuenta con servicio de carga por ferrocarril.
Actividades económicas:
La mayor parte de la población, sobre todo la rural, se dedica a la agricultura, cultivando principalmente maíz, frijol, sorgo, papaya, tomate y pasto. Otra parte tiene como ocupación la ganadería de bovinos para leche y carne, además existe cría de ganado porcino, ovino y aves de corral en cantidades considerables. Se han instalado algunas empresas manufactureras que dan empleo a varias personas. La actividad comercial se lleva a cabo en establecimientos de diverso tipo.
Atractivos históricos y culturales:
Se encuentra el monumento al pozo Pez No. 1 que marcó el inicio de la era comercial del petróleo en México.
Edificios construidos en el siglo pasado por las compañías petroleras utilizando materiales traídos de Europa.
En la comunidad de Ponciano Arriaga se encuentra una zona arqueológica de 50 ha.
Sus principales fiestas populares se realizan el 18 de marzo, fecha en la que se celebra la expropiación petrolera, el 21 de junio, aniversario del municipio Libre y las fiestas religiosas de cada una de las parroquias.
Cuenta con una gran tradición musical. En la actualidad existe una banda de música que ha sido considerada patrimonio cultural del estado, una orquesta y varios grupos musicales, entre estos últimos sobresale el grupo Selva Negra, intérpretes de música tropical característico de la región. Se practican danzas autóctonas y mestizas en diversas comunidades, así como bordados y tejidos de gran belleza.
Su comida es variada, destacando platillos regionales como la barbacoa, el Zacahuil, Tamales de diferentes compuestos o pemoles, entre otros. Para recibir a sus visitantes existen 4 hoteles de 3 estrellas y otros de clase económica.
Las comunidades más importantes son: Ponciano Arriaga, Pujal Coy, Aurelio Manrique, Plan de Iguala, Estación Velasco y Reforma.

## Historia

### Época de la Conquista
Hernán Cortés conquistó la región huasteca en 1522. Coxcatlán fue escenario de una gran batalla entre conquistadores y los huastecos, donde los primeros a pesar de su superioridad en armas estuvieron a punto de ser vencidos, recibiendo una lección de patriotismo y valentía. El mismo Hernán Cortés fue herido en la fiera batalla y tuvo que refugiarse en Tampamolón, Corona, donde reposó algún tiempo para aliviarse y poder continuar.
Cortés llegó hasta Pánuco y allí fundó la Villa de Santiesteban del Puerto y repartió tierras y pueblos entre sus soldados. Dejó para su beneficio los señoríos de Tamuinic y Oxitipa (Tamuín y Cd. Valles), por lo que lo que hoy conocemos como Ébano quedó como propiedad de Hernán Cortés.
En la época de evangelización (1553), Ébano quedó bajo la custodia de Salvador de Tampico (fundado por el franciscano Andrés de Olmos). A esta región se le asignó un misionero que recorría el territorio de Pánuco, Ébano y Cd. Valles.
El pueblo de Tamatao fue encomendado a don Juan Muñoz de Zayas, quien lo había heredado de su padre, Andrés Muñoz, quien a su vez lo había recibido de Nuño Beltrán de Guzmán.
Durante la época colonial, Ébano perteneció a la alcaldía mayor de Cd. Valles (población fundada en 1533 por Nuño Beltrán de Guzmán). Posteriormente, lo que hoy es el Estado de San Luis Potosí, en ese tiempo el extremo occidental, perteneció a la Audiencia de Nueva Galicia. El extremo oriental, donde se encuentra Ébano, pasó a formar parte de la Audiencia de México. Después estuvo incluido dentro del enorme latifundio de San Juan Evangelista del Mexquite, ahí ubicada la Ex-hacienda “El Tulillo”.

### Época Independiente
La hacienda “El Tulillo” contaba con una extensión de 90 000 hectáreas dotadas de exuberante vegetación y una gran población de fauna silvestre. Abundaban los árboles de maderas preciosas, limitaba entre los Estados de Tamaulipas, Veracruz y San Luis Potosí, sus tierras eran cruzadas por los ríos Tamesí, Naranjos y Tantuán. El Tulillo colindaba con otra hacienda llamada “Naranjos” (el casco de esta hacienda estuvo ubicado en el actual poblado de Nueva Apolonia, Tamaulipas). Los terrenos, a pesar de ser planos y propicios para la ganadería, estaban invadidos en algunas partes por fango y chapapote, lo que afectaba a los animales. A principios del siglo XX su dueño era el señor Mariano Arguinsoniz, que había heredado esta propiedad de sus padres españoles.
El chapapote de El Tulillo constituía un problema, ya que provocaba constantemente la muerte las reses. Además, el terreno no prestaba ninguna ventaja para la agricultura, pues gran parte del año permanecía seco.
Como El Tulillo no tenía cerca, el ganado se internaba en terrenos de la hacienda Naranjos, ocasionando destrozos y perjuicios en esa propiedad de Gerardo Meade. Para evitar disgustos y problemas, a principios de 1901 Gerardo Meade pretendió comprar la hacienda vecina ofreciendo al Sr. Arguinsoniz la cantidad de $60 000,°° por El Tulillo, pero don Mariano quería $90 000,°°.
A principios de 1902, se unieron varios agricultores y formaron una empresa productora de granos llamada Productores de Granos del Tulillo.

### Descubrimiento de petróleo
Si los conquistadores españoles vinieron tras el oro, los imperialistas anglosajones del siglo pasado llegaron tras el petróleo.
El significado de la palabra petróleo es aceite de piedra. Los indios de América lo utilizaban para impermeabilizar sus canoas, como incienso, medicina o como dentífrico (totonacas de Papantla). Además, se le atribuía gran valor económico, debido a que en 1784 Antoine Quinquet perfeccionó la lámpara iluminante utilizando petróleo como combustible y se generalizó su uso.
El 16 de abril de 1890 se inauguró la vía del Ferrocarril Central San Luis-Tampico, donde se estableció una parada en El Ébano. Esta obra fue realizada por la compañía Southern Pacific de EE.UU., que también construyó las obras portuarias de Tampico. El administrador del ferrocarril, el Sr. A.A. Robinson, comunicó a su amigo californiano Edward Laurence Doheny el descubrimiento de chapapote cerca de la vía en la región del Ébano y lo invitó a venir.
Edward Laurence Doheny, un aventurero buscador de plata, oro y petróleo, hizo el viaje desde Los Ángeles, California, hasta Tampico en compañía del geólogo Charles A. Canfield y comprobó la información que le hizo llegar su amigo Robinson (Gerente del Ferrocarril). Al saber que El Tulillo estaba en venta, decidió invertir sus ahorros y además consiguió dinero en las oficinas generales del Ferrocarril Central en la Cd. de México. Regresó a Ébano acompañado del gerente Sr. A.A. Robinson y ofreció $300 000,°° por la hacienda de El Tulillo con sus ranchos La Dicha, La Pez y Chijolito, una superficie de 118 000 ha. Pagó a razón de 1,25 pesos por hectárea y empezó los trabajos de exploración.
Con su socio Charles A. Canfield formó la compañía “Ébano Fuel” que autorizó el Departamento de minas del Gobierno de Porfirio Díaz. Los favoreció el decreto de la ley del petróleo del 24 de diciembre de 1901.

### La Ley del Petróleo
El 24 de diciembre de 1901, el Congreso de la Unión decretó la Ley del Petróleo de los Estados Unidos Mexicanos. En esta ley, el Congreso autoriza al Ejecutivo Federal para conceder permiso a fin de hacer exploraciones en el subsuelo de los terrenos baldíos  nacionales, lagos, lagunas y abúlferas, con el objeto de descubrir fuentes o depósitos de petróleo o carburos gaseosos de hidrógeno.
Los permisos se podían conceder a compañías particulares causando un derecho de cinco centavos por hectárea que se pagaría con estampillas, y las patentes de producción durarían 10 años. Además, no tendrían que pagar impuestos por importar por una sola vez toda la maquinaria necesaria para explotar y refinar el “crudo”, incluyendo tubería, tanques, gasómetros y materiales para edificios destinados a la explotación.
También tenían derecho a comprar los terrenos nacionales necesarios al precio de tarifas de terreno baldío y podían pasar las tuberías por terrenos de propiedad particular.
Basándose en esta beneficiosa ley para cualquier compañía extranjera, el General Porfirio Díaz hizo las primeras concesiones importantes al norteamericano Edward Laurence Doheny y al inglés Weetman Dickinson Pearson.
Los primeros trabajadores petroleros en Ébano fueron gente del Altiplano Potosino, que había servido en la instalación de la vía del Ferrocarril Central San Luis Potosí Tampico.

### Pozo "La Pez No. 1"
En 1901, la compañía  inicia los trabajos de perforación, el 1 de abril se perfora el primero de 19 pozos, el “Uno Dicha”, obteniendo muy poca producción en este proyecto, por lo que Doheny estuvo a punto de irse a la quiebra. La compañía “Ébano Fuel” perdió 2,5 millones de dólares.
A fines de 1901, el ministro de Hacienda José Ives Limantour giró un oficio para que una comisión de geólogos investigara las posibilidades petrolíferas de México, con el propósito de vigilar los trabajos de las 2 compañías autorizadas: la Mexican Petróleum Co. en Ébano y la del inglés Weetman Dickinson Pearson. Nombraron para esa comisión a los geólogos Juan Villarelo y Ezequiel Ordóñez. En 1902, un accidente ferroviario impide al Ing. Ordóñez llevar la información. Cuando logró hacerlo, su compañero ya había entregado la información errónea (tal vez lo hizo a propósito para beneficio de la compañía de Doheny) de que en México no había petróleo. Cuando Ordóñez se presentó en México para rectificar los informes de su compañero, no le dieron crédito y le despidieron del Instituto Geológico de México.
Doheny al darse cuenta de la injusticia que habían cometido con Ezequiel Ordóñez y sabiendo de sus conocimientos en materia petrolífera, lo contrató para que trabajara en la Mexican Petroleum Co. Con el asesoramiento del Ing. Ordóñez se intensificaron los trabajos en Ébano, pero desgraciadamente la compañía había perdido 2,5 millones de dólares en la perforación de los 19 pozos anteriores, además los accionistas de California no querían invertir más dinero a la compañía y los bancos estadounidenses se negaban a otorgar más créditos a la Mexican Petróleum Co., por lo que Doheny decidió suspender los trabajos y dejar solo el personal estrictamente necesario para vigilancia.
A pesar de todo esto, Doheny no se dio por vencido y acudió a su amigo Gerardo Meade, consejero del Banco de San Luis Potosí S.A., para que intercediera en su favor a fin de que esa institución le prestara $50 000,°° en oro.
Una conversación que sostuvieron una noche en el mes de diciembre de 1903 los señores Doheny, Canfield y el Ing. Ezequiel Ordóñez, cambió el destino de la Mexican Petróleum Co. Ezequiel Ordóñez convenció a los demás de que el sitio ideal para encontrar petróleo era lo más cercano al cerro de la Pez, donde se encontraban dos chapapotes (charcos de petróleo crudo) denominados “picis fontis” que en 1612 fueron localizados por el cartógrafo flamenco Abraham Ortelius.
Ordóñez, basándose en los estudios hechos, aconsejó suspender los trabajos de la llanura entre el “Cerro de la Dicha”, la Estación  de Ébano y la laguna, para que se empezara a perforar al pie del “Cerro de la Pez”. Doheny y Canfield consideraban esta idea descabellada, imposible de llevar a cabo. Después de muchas discusiones, Ezequiel Ordóñez los convenció y se acordó salir al “Cerro de la Pez” a la mañana siguiente.
Sirviéndose de diversos medios de transporte, Doheny, Canfield, Ordóñez y Herbort Wylie (brazo derecho de Doheny), llegaron al pie del Cerro. En cuanto llegaron a su destino, Ezequiel Ordóñez se dirigió a un chapapote y a unos cuantos metros del cantil de lava, al pie mismo de la colina, indicó a sus compañeros el lugar donde deberían perforar, aunque esta localización motivó nuevamente las protestas de los norteamericanos y tuvo que volverlos a convencer.
Después de numerosas dificultades, se logró transportar la maquinaria. Considerando el paisaje natural de selva baja y que el transporte más usual eran “bestias de carga”, pocos días después comenzó la perforación. A 177,3 metros se hizo la primera localización arrojando una producción de 28 barriles diarios. El 3 de abril de 1904, a una profundidad de 501,60 metros, brotó el pozo denominado “La Pez” número 1, lanzando un chorro de petróleo a 15 metros de altura, con una producción de 1500 barriles diarios que se sostuvo durante varios años.
Este hecho sin precedente, concede el honor a Ébano de ser “La cuna del petróleo de México”. Gracias a la intervención tenaz del ingeniero mexicano Ezequiel Ordóñez y a la aportación de capital mexicano, empezó comercialmente la producción del petróleo en la República Mexicana.

### Se inicia la era comercial
En 1903, Doheny estableció la primera refinería de asfalto en Ébano ( La primera de América Latina). Estaba ubicada en lo que fue el Cuartel Militar, hoy Centro de Maestros Profra. María Modesta González González. Esta refinería funcionó hasta 1913 y de ahí salió el material para pavimentar las principales ciudades del país como Tampico, México, Monterrey, Puebla, Guadalajara y Morelia, además de ciudades de EE.UU. como San Francisco y Nueva York.
También junto a la refinería hubo una fábrica de tambores de lámina para envasar el petróleo de exportación hacia los Estados Unidos y Europa (un barril de petróleo almacena 159 L).
Al enterarse el país de que había trabajo por el petróleo, llegaron a Ébano hombres de varios estados de la república, principalmente de Guanajuato, Jalisco y Querétaro, que se sumaron a los llegados del Altiplano Potosino y de la Huasteca.
En 1904, el campamento de los trabajadores que se encontraba al sur de la vía del ferrocarril se traslada a las faldas del cerro de la Dicha, donde se construyeron las primeras casas de madera (camillas) que conocemos actualmente. La primera calle que se trazó fue la que hoy en día se llama Constitución, aunque su nombre original fue “calle ancha”.
El 10 de mayo de 1905, Doheny y A.A. Robinson firmaron un contrato para surtir de petróleo combustible al Ferrocarril Central Mexicano, 6000 litros diarios por un tiempo de 15 años.
Los terrenos que adquirió Doheny en 1905 y en 1906 sirvieron para formar otras compañías como “La Huasteca Petróleum Company”, que fue constituida el 12 de febrero de 1907. En 1908 nació “El Águila” y el 28 de marzo de ese mismo año empezó a elaborar productos para el comercio. Las empresas de Doheny se fueron extendiendo con la protección del gobierno Porfirista. No solo se dedicaban a explotar el subsuelo, sino también al pueblo mexicano. En ese tiempo llegaron a México diferentes compañías de intereses extranjeros, dejando una estela de terror y miseria, pues se valían de toda clase de artimañas, incluso de asesinatos, para adueñarse de los terrenos en los que había el codiciado “oro negro”. En 1908, el gobierno de don Porfirio Díaz estableció una regalía del 5% de la producción a favor de México.
Ébano fue creciendo como campo petrolero y más trabajadores vinieron de diferentes partes de la república trayendo a sus familias, buscando mejores condiciones de vida, sin embargo no todo fue fácil.
En 1906 se inauguró una pequeña escuela en el lugar hoy llamado “Barrio Chino”. El maestro fue el Sr. Adolfo Cordero Ocampo. En esta escuela conocieron las primeras letras los hermanos Ortiz, los Cuevas, los López, los Banda, los Lee, Juan Rocha, los Chong o los Zamora, entre otros.
Ese mismo año llovió tanto que los lodazales y moscos no permitían trabajar, la población sufrió un epidemia de fiebre amarilla que causó la muerte de mucha gente y una gran alarma entre la población, lo que provocó la emigración de muchas familias. En esa época llegó a Ébano gente de Cerritos y del Altiplano para repoblar el lugar.
En 1906, la producción petrolera en Ébano se elevó a 527 000 barriles anuales y para 1907 rebasó el millón. Para almacenar toda esta producción fue necesario construir dos presas con capacidad para 100 000 barriles cada una: la “presa del cuartel” y la “presa del veintiuno”. También se tendió una vía ferroviaria angosta para transportar el crudo hasta las dos llenaderas que se encontraban en la estación del ferrocarril San Luis-Tampico (esta vía sirvió también para el tránsito de un tranvía que funcionó hasta fines de los 50).
El descubrimiento de la famosa “Faja de Oro” (1906), un anticlinal o estructura rocosa que en sus grutas almacena petróleo, se localizó en las costas del Golfo de México. Este yacimiento de 80 km de longitud por diez de ancho que se ubica en el corazón de la Huasteca Veracruzana fue un triunfo más para el ingeniero Ezequiel Ordóñez, que contribuyó a que México en 1920 produjera 157 500 000 barriles de petróleo y en 1921 ocupara el 2º lugar en producción a nivel mundial.
Este atractivo laboral hizo que gente de muchas partes de México y del extranjero viniera a vivir en estos lugares. A Ébano llegaron familias de la República de China, quienes cocinaban los alimentos para los norteamericanos y además establecieron las primeras tiendas comerciales y “cafés”; también llegaron alemanes y, sobre todo, estadounidenses. La población de Tampico en el año 1920 era de 44 822 habitantes y en menos de diez años ascendió a 150 000. En 1924 la Villa de “Doña Cecilia” se independizó y se convirtió en la próspera Ciudad Madero. Durante el tiempo del auge petrolero (1920-1930) se desarrolló en Ébano, y principalmente en el puerto de Tampico, una cultura de derroche, grandes salones y bares: Tampico era la Nueva Orleans Mexicana.

### La Batalla o Sitio de Ébano
El 13 de febrero de 1913 ocurrió la “Decena Trágica”: el presidente Madero fue traicionado y asesinado por órdenes del general Victoriano Huerta.
El 18 de febrero, el general Huerta fue investido presidente de la república, pero por su mal proceder en contra del presidente Madero, no es reconocido por don Venustiano Carranza y el Congreso de Coahuila. Se unen a la rebelión Francisco Villa, Álvaro Obregón y Pablo González, formando el ejército constitucionalista (defendía los postulados de la Constitución de 1857).
El 24 de junio de 1913, con la caída de Zacatecas, es derrotado el ejército de Victoriano Huerta y asume la presidencia Don Venustiano Carranza.
Carranza, considerando haber logrado un ambiente de paz para el país, ordenó el licenciamiento del ejército federal. Algunos militares no lo aceptaron y se pasaron a las tropas villistas y zapatistas.
En 1914 se acordó hacer una convención en Aguascalientes para invitar a los jefes revolucionarios rebeldes a discutir un pacto de pacificación. Villa asiste, pero Zapata envía al Lic. Antonio Díaz Soto, quien rehúsa firmar los acuerdos tomados.
La convención reconoce el Plan de Ayala, acuerda el cese de Venustiano Carranza como jefe del ejecutivo y nombra a Eulalio Gutiérrez presidente interino. Así surge el conflicto de constitucionalistas (carrancistas) contra convencionistas (villistas). Carranza no reconoció la convención y trasladó el gobierno a Veracruz el 2 de noviembre de 1914.

### La Batalla
A finales de 1914 era necesario para los convencionistas apoderarse del puerto de Tampico porque este era el sitio que abastecía de provisiones al ejército de Carranza, además de ser un lugar estratégico. El paso por Ébano era obligado, dado que la topografía de ese tiempo no permitía avanzar por otra parte a causa de los pantanos, manglares y lagunas.
Carranza encomendó la defensa del mejor punto de contención localizado en Ébano a los generales  Manuel C. Lárraga y César López de Lara (luego intervinieron los generales Jacinto Blas Treviño con el apoyo de Fernando Vizcaíno y Fernando Vázquez).
Los villistas estaban encabezados por los generales Tomás Urbina y Manuel Chao. Las luchas duraron de diciembre de 1914 a mayo de 1915. Como hecho histórico importante, hay que destacar que se utilizó por primera vez el avión como arma bélica. El ataque más fuerte fue el 2 de abril de 1915 cuando combatieron alrededor de 5000 hombres por bando. No pudieron pasar los villistas.
Villa ordenó la retirada el 31 de mayo, llevándose a su gente para combatir a Álvaro Obregón en Celaya. El general Jacinto Blas Treviño se alzó con la victoria, siendo el héroe de Ébano. En su memoria, una escuela del lugar lleva su nombre.
Esta batalla favoreció definitivamente el curso de la historia, ya que en 1915 pudo llegar Carranza a Tampico desde donde inició una gira por Tamaulipas y el norte de la República.
El 1 de enero de 1916 el presidente Carranza decidió cambiar la capital federal a Querétaro y empezó a preparar la nueva Constitución que sería promulgada el 5 de febrero de 1917 (Constitución vigente).

### El Sindicato
Ébano, como todos los demás campos petroleros del país, en su inicio sufrió la discriminación y explotación de la clase obrera. Los salarios de los trabajadores eran bajos, no contaban con prestaciones de seguridad social para el trabajador y menos para su familia.
En Ébano, los jefes vivían en una colonia privada rodeada de fuertes vallas. Las casas fueron construidas de ladrillo traído de Europa, calles pavimentadas, prados y jardines bien cuidados, contaban con todos los lujos y confort de la época y tenían vigilancia armada que prohibía el acceso a la gente humilde. En contraste a esta opulencia, en el campo (campamento obrero) las casas eran sencillas, de madera (estilo americano), de diferentes estructuras y diseños. Se podían distinguir las casas de cabos, guardias, de las casas más sencillas (camillas) para los trabajadores de planta. Los trabajadores transitorios y peones utilizaban casas de varas, de raja de palma, con techo de zacate y suelo de tierra.
El 16 de septiembre de  1910 (114 años) se inauguró el flamante Casino Americano, hoy "casino petrolero", que vino a distinguir aún más la élite social. Ahí los jefes celebraban ostentosas fiestas y también servía como lugar de reuniones y esparcimiento. Tenía servicio de cafetería, un lujoso piano y juegos de mesa. Mientras, los trabajadores tenían una modesta construcción de madera a la que llamaban Casino Mexicano, que fue sustituido por el actual edificio del sindicato de la sección 3. Había una cancha de baloncesto donde se celebraban las fiestas de los trabajadores, siempre que contaran con la autorización de los jefes de la compañía.
Las diferencias sociales motivaron a los trabajadores a reclamar sus derechos más elementales, aun a riesgo de ser castigados, ya que la fuerza y su vida estaban en manos de aquellos voraces explotadores y crueles extranjeros.
Nacieron las ideas del sindicalismo en México y entre los trabajadores petroleros de Ébano, surgieron también líderes que organizaron a la gente para participar en todos los movimientos de lucha que trajo como consecuencia el Sindicato Obrero, buscando beneficios sociales para sus familias.
A principio de 1922, la empresa Huasteca Petroleum Co. autorizó la formación del Sindicato Católico “Pio XI”, que no era más que un instrumento para seguir controlando y explotando a los trabajadores ya que Edwar Doheny imponía a los dirigentes de la organización obrera, además de intimidar a cualquier líder utilizando pistoleros a sueldo (Guardias Blancas) que impedían a toda costa hacer reclamaciones laborales.
El 1 de mayo de 1932, en el acto de manifestación obrera hizo uso de la palabra el Sr. Jesús Martínez, que atacó abiertamente el proceder de la compañía.
En 1935 nació el Sindicato Nacional de Trabajadores Petroleros de la República Mexicana y se eligió como Secretario General de la Sección 3 de Ébano al Sr. Fausto E. Cordero Uresti.